# Bazyli Arciszewski
Bazyli Arciszewski (ur. 31 stycznia 1795 w Niszkowcach na Litwie, zm. 13 stycznia 1856 w Staniątkach) – polski pedagog, profesor Akademii Połockiej, ksiądz rzymskokatolicki. 
Arciszewski wykładał język francuski na Akademii Połockiej w latach 1817–1818, w Witebsku 1818–1819 i w Mścisławiu 1819–1820. Po wypędzeniu jezuitów z Rosji skończył kierunek teologii we Francji, a następnie studiował filozofię w Gregorianum. Był wykładowcą w kolegium w Dôle 1824–1825, Bordeaux 1825–1827, Montrouge 1827–1828 i Chambery 1828–1831. W 1831 przybył do Małopolski Wschodniej. Wykładał filozofię w Tarnopolu (1833–1836) i retorykę w Starej Wsi (1836–1839). Następnie Arciszewski był kaznodzieją we Lwowie w latach 1839–1842, profesorem języka francuskiego w gimnazjum w Tarnopolu (1842–1844) i w konwikcie szlacheckim we Lwowie (1844–1848). W latach 1848–1852 był kapelanem i nauczycielem w dobrach Vivienów w Wysocku k. Brodów. Autor licznych prac naukowych, jak np.:Wykład historyczny i moralny świąt, obrzędów, zwyczajów Kościoła katolickiego, Lwów 1852;  Prawidła gramatyki francuskiej, Lwów 1849). 